# Ekebergia pterophylla
Ekebergia pterophylla là một loài thực vật có hoa trong họ Meliaceae. Loài này được (C.DC.) Hofmeyr mô tả khoa học đầu tiên năm 1925.